# Остриця (Русенська область)
Остри́ця (болг. Острица) — село в Русенській області Болгарії. Входить до складу общини Две-Могили.

## Населення
За даними перепису населення 2011 року у селі проживала 281 особа.
Національний склад населення села:
| Національність   | Кількість осіб | Відсоток |
| ---------------- | -------------- | -------- |
| болгари          | 258            | 97,0%    |
| цигани           | 0              | 0%       |
| інша             | 0              | 0%       |
| не визначились   | 4              | 1,5%     |
| Всього відповіли | 266            |          |

Розподіл населення за віком у 2011 році:
Динаміка населення: